# Johannes Joseph Koppes

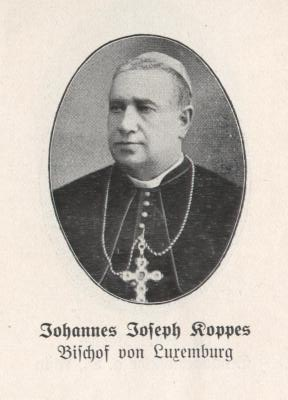
Bischof Johann Joseph Koppes

Wappen des Bischofs

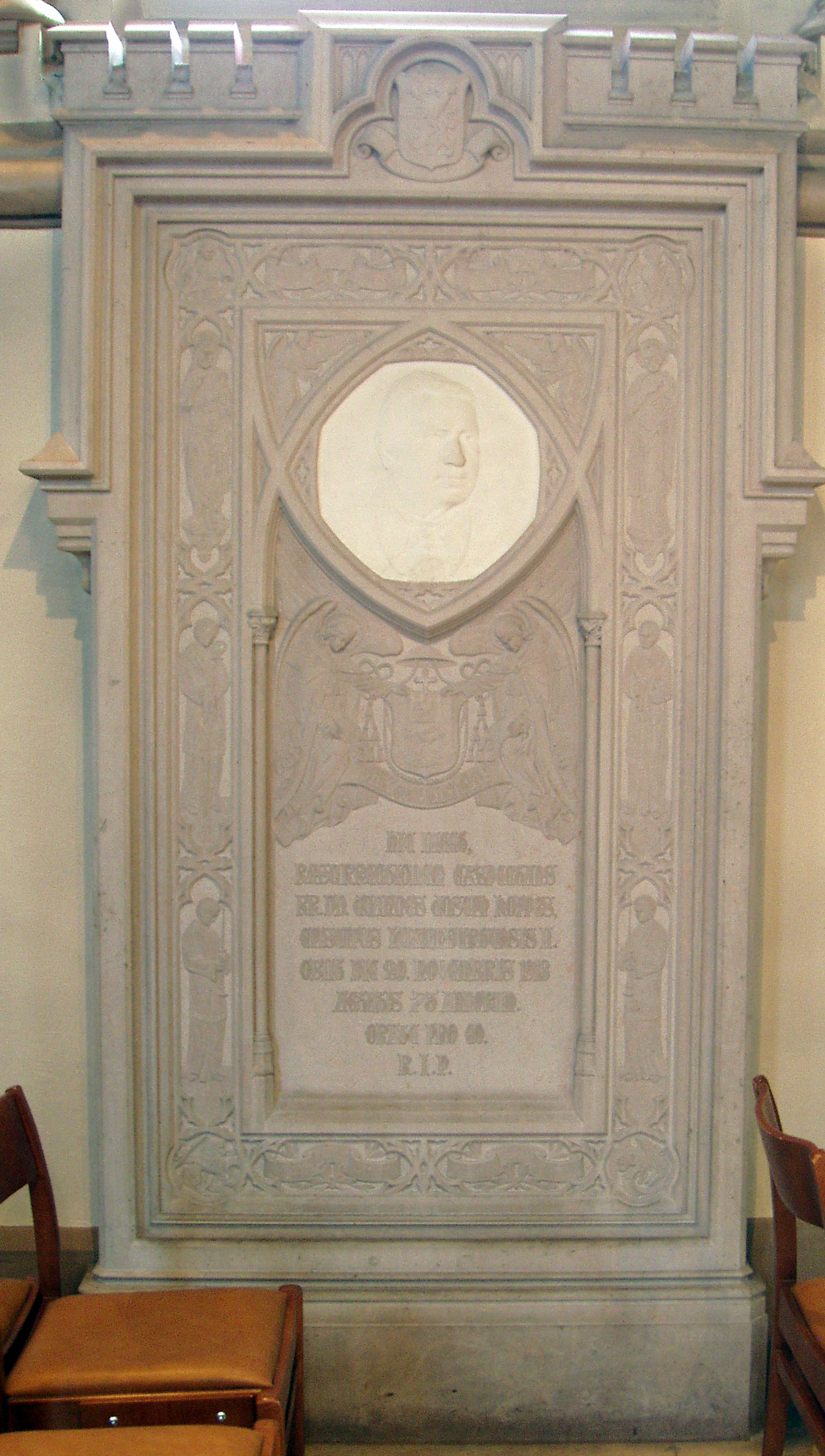
Grabstein des Bischofs

Jean Joseph Alphonse Koppes (* 16. September 1843 in Canach; † 29. November 1918 in Luxemburg) war von 1883 bis 1918 Bischof von Luxemburg.

## Leben
Johannes Joseph Koppes war der Sohn des Schullehrers Johann (Jean) Koppes und seiner Ehefrau Anna Maria geb. Ernster.
Mit 25 Jahren wurde er am 28. August 1868 zum Priester geweiht und wirkte unter anderem als Pfarrer von Esch an der Alzette. Als Vikar war er Seelenführer der stigmatisierten und umstrittenen Anna Moes (1832–1895), der Gründerin des Dominikanerinnenklosters auf dem Limpertsberg.
Er wurde am 28. September 1883 zum Bischof von Luxemburg ernannt, am 4. November 1883 von Kardinal Edward Henry Howard geweiht und blieb bis zu seinem Tod am 29. November 1918 im Amt.
Seine Wahl zum Bischof wurde kirchenpolitisch von Seminarprofessor Dominik Hengesch (1844–1899) und Msgr. Francesco Spolverini (1838–1918), dem Internuntius für Luxemburg, gefördert. Auch Nikolaus Nilles SJ, der zuerst als Kandidat galt, setzte sich in Rom für Koppes ein.
Koppes' bischöflicher Wahlspruch war Pax et Veritas. Er trat offensiv und kämpferisch auf, besonders gegen Liberalismus, Sozialismus und Freimaurerei. Er war ultramontan (wie viele damalige Kleriker: der von 1903 bis 1914 amtierende Pius X. hatte 1910 sogar den für jeden Kleriker verpflichtenden Antimodernisteneid eingeführt).
Koppes nahm als Gast regelmäßig in den Versammlungen der deutschen Bischöfe in Fulda teil. Am 19. August 1913 trat er beim Deutschen Katholikentag in Metz als Redner auf (in der Festschrift wurde er mit einem Foto verewigt). Seine in der Metzer Rede ausgesprochenen Anschuldigungen gegen die Freimaurerei erregten deutschlandweit Aufsehen.
Zwischen ihm und der liberal gesinnten Landesregierung gab es viele Konflikte.
Der Stadtrat lehnte Koppes Bestattung in der Luxemburger Kathedrale ab; sein Grab ist deshalb (neben dem seines Vorgängers Nicolas Adames) in der Kapelle Glacis vor den Mauern der ehemaligen Festung Luxemburg.